# 小行星15112
小行星15112（15112 Arlenewolfe）是一颗绕太阳运转的小行星，为主小行星带小行星。该小行星于2000年2月8日发现。

## 轨道参数
小行星15112的轨道半长轴为2.3000569 UA，离心率为0.147。